# Eslicarbazepinacetat
Eslicarbazepinacetat ist eine chemische Verbindung, die als Arzneistoff zur Dauerbehandlung bestimmter Formen der Epilepsie verwendet wird. Chemisch handelt es sich um einen Abkömmling des Carbamazepins, ein Carboxamid aus der Klasse der Dibenzazepine.  Eslicarbazepin wurde in den 1990er Jahren vom portugiesischen Pharmakonzern BIAL entwickelt und ist seit 2009 in Europa zugelassen.

## Pharmakokinetik
Das Prodrug Eslicarbazepinacetat wird nach oraler Gabe rasch resorbiert und zu 95 % mittels Leber-Esterasen hydrolytisch gespalten (First-Pass-Metabolisierung) zum wirksamen Metaboliten Eslicarbazepin [(S)-Licarbazepin, 10,11-Dihydro-10-hydroxycarbamazepin].  Es entstehen nur geringe Mengen des (weniger wirksamen) Enantiomers R-Licarbazepin. Dies könnte im Vergleich mit dem Antiepileptikum Oxcarbazepin, nach dessen Metabolisierung das Verhältnis von S-Licarbazepin zu R-Licarbazepin 4:1 beträgt, eine höhere klinische Effizienz für Eslicarbazepin zur Folge haben.
Ungefähr 30 % des Eslicarbazepin wird an Plasmaeiweiße gebunden. Die Halbwertzeit beträgt 8 bis 17 Stunden nach Einmalgabe und 20 bis 24 Stunden bei regelmäßiger Einnahme. Eslicarbazepin wird nahezu vollständig über die Nieren ausgeschieden.

## Wirkungsweise
Eslicarbazepin hat prinzipiell dieselbe Wirkungsweise wie das verwandte Carbamazepin. Es hemmt spannungsabhängige Natriumkanäle in den Axonen der Nervenzellen und verhindert so die Freisetzung natriumkanalabhängiger Neurotransmitter. Eslicarbazepin stabilisiert die inaktive Form der Natriumkanäle und unterdrückt so insbesondere repetitive Erregungen.

## Anwendungsspektrum
Entsprechend dem Wirkspektrum von Carbamazepin und Oxcarbazepin ist Eslicarbazepin in der Kombinationstherapie bei Epilepsien mit fokalen und sekundär generalisierten Anfällen bei Erwachsenen angezeigt.

## Unerwünschte Wirkungen
In placebokontrollierten Studien traten bei 45,3 % der mit Eslicarbazepinacetat behandelten Probanden unerwünschte Wirkungen auf (gegenüber 24,4 % bei mit Placebo behandelten Probanden).
Unerwünschte Wirkungen waren von leichter bis mäßiger Stärke und traten vorwiegend während der ersten Wochen auf.
Eslicarbazepin kann insbesondere zu Schwindel und Schläfrigkeit führen. Es kann zum Auftreten von Kopfschmerzen, Koordinations- und Aufmerksamkeitsstörungen kommen. Weitere unerwünschte Wirkungen sind Hautausschlag (1,1 %), Tremor, Übelkeit, Erbrechen, Durchfall. Eine Hyponatriämie (Verminderung des Gehaltes an Natrium-Ionen im Blut) wurde bei weniger als 1 % der Anwender beschrieben (gegenüber 23 % – 73 % bei Oxcarbazepin).
Eslicarbazepin kann die Wirkung von hormonellen Kontrazeptiva verringern. Bei Anwendung von Eslicarbazepin wird eine zusätzliche nicht hormonelle Verhütungsmethode empfohlen.

## Handelsnamen
Zebinix (EU), Exalief (EU, obsolet), Aptiom (USA), Stedesa (USA, obsolet)